# Carcinopodia
Carcinopodia là một chi bướm đêm trong họ Erebidae.

## Các loài
- Carcinopodia argentata
- Carcinopodia furcifasciata
- Carcinopodia schoutedeni